# Unterseeboot 216
Le Unterseeboot 216 (ou U-216) est un sous-marin allemand (U-Boot) de type VII.D utilisé par la Kriegsmarine (marine de guerre allemande) pendant la Seconde Guerre mondiale

## Historique
Mis en service le 15 décembre 1941, l'Unterseeboot 216 reçoit sa formation de base dans la 5. Unterseebootsflottille à Kiel en Allemagne jusqu'au 31 août 1942, puis il rejoint la formation de combat de la 9. Unterseebootsflottille à la base sous-marine de Brest, base  qu'il n'atteindra jamais.
Il réalise sa première patrouille, quittant le port de Kiel le 9 juin 1942 sous les ordres de l'Oberleutnant zur See Karl-Otto Schultz. Après 53 jours de mer et un palmarès d'un navire marchand coulé de 4 989 tonneaux, l'U-216 est coulé à son tour le 20 octobre 1942 dans l'Atlantique Nord au sud-ouest de l'Irlande à la position géographique de 48° 21′ N, 19° 25′ O par 6 charges de profondeur lancées par un bombardier Consolidated B-24 Liberator britannique (Squadron. 224/H). La totalité des 45 membres d'équipage périt pendant cette attaque.
Le 1er mars 1943, Karl-Otto Schultz est promu au grade de Kapitänleutnant et décoré de l'insigne de combat des U-Boote à titre posthume.

## Affectations
- 5. Unterseebootsflottille du 15 décembre 1941 au 31 août 1942 (entraînement)
- 9. Unterseebootsflottille du 1er septembre au 20 octobre 1942 (service actif)

## Commandement
- Oberleutnant zur See Karl-Otto Schultz du 15 décembre 1941 au 20 octobre 1942

## Patrouilles
|       | Commandant              | Départ      | Départ | Arrivée         | Arrivée | Jours    | Succès  |
| ----- | ----------------------- | ----------- | ------ | --------------- | ------- | -------- | ------- |
| 1     | Oblt. Karl-Otto Schultz | 9 juin 1942 | Kiel   | 20 octobre 1942 | Coulé   | 53 jours | 4 989   |
| Total | Total                   | Total       | Total  | Total           | Total   | 53 jours | 4 989 t |

Note : Oblt. = Oberleutnant zur See

### Opérations Wolfpack
L'U-216 a opéré avec les Wolfpacks (meute de loups) durant sa carrière opérationnelle:
1. Lohs (13 septembre 1942 - 15 septembre 1942)
2. Pfeil (15 septembre 1942 - 22 septembre 1942)
3. Blitz (22 septembre 1942 - 26 septembre 1942)
4. Luchs (27 septembre 1942 - 29 septembre 1942)
5. Letzte Ritter (29 septembre 1942 - 1er octobre 1942)
6. Wotan (5 octobre 1942 - 17 octobre 1942)

## Navires coulés
L'Unterseeboot 216 a coulé 1 navire marchand  de  4 989 tonneaux au cours de l'unique patrouille (25 jours en mer) qu'il effectua.
| Date              | Navire | Pavillon        | Tonnage | Convoi | Fait  |
| ----------------- | ------ | --------------- | ------- | ------ | ----- |
| 25 septembre 1942 | Boston | Grande-Bretagne | 4 989   | RB-1   | Coulé |

### Référence
1. ↑  http://uboat.net/boats/successes/u216/html

### Source
- (en) Cet article est partiellement ou en totalité issu de l’article de Wikipédia en anglais intitulé « German submarine U-216 » (voir la liste des auteurs).